# Wunschkaiserschnitt
Wunschkaiserschnitt (WKS, Wunschsektio, Wunschsectio, „elektive Sectio“) ist eine Bezeichnung für eine Schnittentbindung, die medizinisch nicht notwendig ist, sondern allein auf Wunsch der werdenden Mutter durchgeführt wird.
In Deutschland werden solche Operationen, um eine Kostenerstattung durch die Krankenkassen zu gewährleisten, teilweise als medizinisch notwendige Eingriffe deklariert, so dass dort statistisch nicht mehr zuverlässig erfassbar ist, ob es sich um einen Wunschkaiserschnitt handelt. Es gibt Untersuchungen, wonach etwa zwei Prozent der Kaiserschnitte in Deutschland ohne medizinische Indikation erfolgen. Zu den Hauptgründen für die Entscheidung zum Kaiserschnitt, zu denen auch die Wunschkaiserschnitte gehören, gehören neben der Empfehlung des Arztes oder der Hebamme (73 %) die ungünstige Lage des Kindes (41 %) und Angst um das Kind (39 %).

## Statistik
Im Jahr 2003 wurden in Deutschland 175.341 Frauen (25,5 Prozent) durch Kaiserschnitt entbunden, im Jahr 2012 waren es 208.254 (31,9 Prozent). Unter den Bundesländern war dabei der höchste Anteil in Hessen zu beobachten, der niedrigste Anteil in Sachsen. Die deutsche Bundesregierung sah als Gründe für die steigende Kaiserschnittquote unter anderem einen wachsenden Anteil von Risikoschwangerschaften unter den Schwangeren sowie verbesserte Nutzen-Risiko-Bewertungen im Einzelfall aufgrund verbesserter Operations- und Narkosetechniken. Eine Studie im Auftrag des Arbeitskreises Frauengesundheit in Medizin, Psychotherapie und Gesellschaft (AKF e.V.) ergab 2012 „ein weitgehend homogenes Bild was die Einschätzung der Ursachen für die hohe Kaiserschnittrate“ durch die Hebammen und Ärzte betrifft.
Unter den für das Jahr 2011 vorliegenden Kaiserschnittquoten zwölf europäischer Länder waren in Italien (37,7 Prozent) und Rumänien (36,3 Prozent) besonders hohe Kaiserschnittquoten zu beobachten, in Finnland und Schweden besonders niedrige (jeweils 16,2 Prozent). In Deutschland lag die Kaiserschnittquote bei 31,1 Prozent. Im internationalen Vergleich lag Deutschland jedoch im Mittelfeld, während die Türkei eine der höchsten Kaiserschnittraten hatte.
Unterschiedliche Studien gehen von einer Wunschkaiserschnittrate von maximal zwei bis drei Prozent in Deutschland aus. Eine Befragung von ca. 4200 bei der Barmer GEK versicherten Müttern im Februar 2012 ergab, dass lediglich zwei Prozent der Befragten den Wunsch nach einem Kaiserschnitt äußerten. Frauen fühlen sich zwar bei der Geburt durch eine technik-intensive Betreuung sicherer, daraus entspringt jedoch nicht der Wunsch nach einem Kaiserschnitt.

## Argumente von Wunschkaiserschnitt-Befürwortern
Befürworter argumentieren, dass auch natürliche Geburten gesundheitliche Risiken für Mutter und Kind mit sich bringen und Frauen ein Mitsprache- und Vetorecht bei Entscheidungen haben sollten, deren gesundheitliche Folgen unter Umständen ihr gesamtes weiteres Leben und das des Kindes grundlegend beeinflussen. Sie sehen im Wunschkaiserschnitt eine gleichwertige Behandlungsalternative zur „natürlichen Geburt“ und verweisen auf das Selbstbestimmungsrecht der Frau, so der Wiener Gynäkologe Wolfgang Grin. Die Entscheidung für oder gegen einen medizinisch nicht notwendigen Kaiserschnitt dürfe nur von der Mutter getroffen werden, nachdem diese über Vor- und Nachteile von Hebammen und Ärzten aufgeklärt wurde.

### Vermeidung der gesundheitlichen Risiken einer natürlichen Geburt
- Bei der Mutter kann es im Rahmen einer natürlichen Geburt zu Verletzungen und Rissen an der Beckenbodenmuskulatur, dem Muttermund, in der Vagina, den Schamlippen und den Schließmuskeln des Afters kommen. In vielen Fällen sind diese Verletzungen oberflächlich und heilen nach einigen Wochen oder Monaten folgenlos ab. Gelegentlich ergeben sich daraus jedoch dauerhafte gesundheitliche Probleme wie Harn- und Stuhlinkontinenz, dauerhafter Harndrang, Verlust der sexuellen Empfindsamkeit, Beckenbodensenkung, Blasensenkung, Scheidenvorfall oder Gebärmuttersenkung.[12][13][14] Nach Kaiserschnitten treten diese Probleme signifikant weniger häufig auf[15].
- Beim Baby: keine Bindehautentzündung durch Ansteckung im Geburtskanal, Vermeidung einer Schulterdystokie

### Fehlende individuelle Risiko-Scores
Frauen können bei einer vaginalen Geburt Verletzungen des Beckenbodens oder der Schließmuskeln erleiden, die ihre Lebensqualität und Berufsausübung dauerhaft beeinträchtigen. Dafür gibt es spezifische Risikofaktoren wie ein hohes Gewicht des Kindes oder eine ältere Mutter. In der Fachwelt wird seit über 20 Jahren die Entwicklung von Scores zur individuellen Risikoeinschätzung gefordert, mittlerweile gibt es dazu auch einige wissenschaftliche Studien. Ihr Einsatz in Deutschland im Rahmen der Schwangerschaftsvorsorge ist jedoch momentan nicht angedacht.

## Argumente von Wunschkaiserschnitt-Kritikern
Von Kritikern wird argumentiert, dass der Kaiserschnitt zu vorübergehenden Adaptationsproblemen beim Kind führt. Adaptationsprobleme sind direkt nach der Geburt (postnatal) auftretende Anpassungsprobleme des Kindes. Die physiologische Ursache liegt in der Umstellung des Kreislaufsystems nach der Geburt auf die Lungenatmung. Die klinischen Zeichen sind verminderte Herzfrequenz (Bradykardie) und Atemstörungen. Bei den Atemstörungen handelt es sich nicht um morphologische oder biochemische Störungen oder Erkrankungen der Lunge, sondern um einen fehlenden Impuls zu atmen. Solche Kinder benötigen zuweilen Sauerstoff und Atemhilfe. Das Ganze dauert im Regelfall nicht länger als ein paar Minuten, es kann aber auch eine Verlegung in eine Kinderklinik notwendig machen. Das Problem tritt auch auf, wenn der Kaiserschnitt zum geplanten Termin vorgenommen wird, ohne dass die Wehen eingesetzt haben, wie eine Studie mit 34000 Babys des dänischen Universitätskrankenhauses in Aarhus zeigte.
Bei einer natürlichen Geburt kommen diese Störungen signifikant seltener vor, da die Kinder durch die Ausschüttung von Stresshormonen während der Geburt auf den ersten Atemzug vorbereitet werden und die Lungen frei von Fruchtwasser sind.
Als Nachteile für die Mutter gelten eine erhöhte Sterblichkeit (etwa 1:15.000 statt 1:50.000, allerdings unter Einbeziehung der Notkaiserschnitte, was den Wert dieser Statistik mindert), ein leicht erhöhtes Risiko für einen Plazenta-Tiefsitz bei Folgeschwangerschaften und ein etwas erhöhtes Risiko für Infektionen im Zusammenhang mit der Operation. Ein zusätzliches Risiko besteht in einer erhöhten Rupturgefahr der Gebärmutter im Schnittbereich bei Folgegeburten. Ein Riss der Gebärmutter im alten Narbenbereich kann unter der Geburt durch die Wehentätigkeit auftreten und kann durch eine unerkannte Blutung lebensgefährlich sein. Dies ist allerdings eine seltene Komplikation, das Risiko beträgt 0,4 %.
Es wird diskutiert, ob es eine erhöhte Kindersterblichkeit gibt. Hier unterscheiden sich die Meinungen von doppelt so hoher Sterblichkeit wie bei der natürlichen Geburt bis hin zu gleicher Sterblichkeit bei Kaiserschnitten wie bei der natürlichen Geburt.
Wissenschaftler der Forschergruppe Diabetes vom Institut für Diabetesforschung am Helmholtz-Zentrum München unter Leitung von Anette-Gabriele Ziegler untersuchten in einer Langzeitstudie die statistische Korrelation zwischen Umweltfaktoren und verschiedenen Erkrankung bei 1.650 Kindern aus Risikofamilien. Danach ist das Risiko für Kinder zuckerkranker Eltern mit 4,8 Prozent doppelt so hoch, nach einem Kaiserschnitt bis zum 12. Jahr ebenfalls an Diabetes zu erkranken, als nach einer natürlichen Geburt (2,2 Prozent). Die Studienteilnehmer wurden von Geburt an durchschnittlich 11 Jahre lang beobachtet. Eine Erklärung sehen die Forscher darin, dass eine Entbindung per Kaiserschnitt die Zusammensetzung der kindlichen Darmflora verändert und damit die Entwicklung von Autoimmunität begünstigt, wenngleich die Autoren ausführen, dass diese Korrelation auch auf die fehlende Homogenität zwischen den beiden Gruppen zurückgeführt werden kann. Falls sich die Hypothese in genaueren Studien bestätigt, so wäre der Kaiserschnitt als das größte bekannte außergenetische Einzelrisiko für Diabetes-1 identifiziert, ist aber immer in Zusammenhang mit weiteren gleichzeitig auftretenden Faktoren zu sehen.
Früher galt die Formel: Einmal Kaiserschnitt – immer Kaiserschnitt. Von dieser Pauschalisierung ist man inzwischen weitgehend abgerückt. Dennoch macht die sogenannte „Re-Sectio“ fast ein Viertel aller Kaiserschnitte in Deutschland aus (23,6 Prozent im Jahr 2010) und rangiert damit noch vor schlechten Herztönen (20,8 Prozent aller Kaiserschnitte) und Geburtsstillstand (16,4 Prozent) als Entscheidungsgrund für einen Kaiserschnitt. Die Annahme, dass eine natürliche Geburt nach einem vorangegangenen Kaiserschnitt zu gefährlich sei, ist allgemein verbreitet. Zwar steigt nach einem Kaiserschnitt tatsächlich das Risiko für schwerwiegende Komplikationen, diese sind jedoch sehr selten. Darüber hinaus wird häufig der Verzicht auf das emotionale Geburtserlebnis und der Verzicht auf das Bonding als Nachteil genannt.
Natürliche Geburten können – so sie denn komplikationsfrei ablaufen – für das Gemeinwesen günstiger sein, da keine Kosten für eine Operation anfallen und weil Frau und Kind in der Regel schneller das Krankenhaus verlassen. Daten des Instituts für das Entgeltsystem im Krankenhaus zeigen, dass eine natürliche Geburt (je nach Bundesland) mit 1477 bis 1638 Euro vergütet wird. Ein Kaiserschnitt kostet die Krankenkassen zwischen 2554 und 2836 Euro (Stand 2012). Zugleich gibt es Stimmen vonseiten der Kliniken und der Ärzteschaft, dass die Geburtspauschale der Krankenkassen nicht alle tatsächlich anfallenden Kosten abdeckt, die bei einer natürlichen Geburt unter Einhaltung gültiger Qualitätsstandards anfallen.
Gegner des Wunschkaiserschnitts, wie etwa die deutschen Hebammenverbände kritisieren die Betonung des vermeintlichen Selbstbestimmungsrechts der Frau bei der Frage Wunschkaiserschnitt ja oder nein. Sie sehen den Wunschkaiserschnitt nicht als gleichwertige Alternative. Vielmehr sei die Zunahme eine gesellschaftliche Fehlentwicklung, die darauf beruhe, dass sich eine Sicht der Geburt als mehr oder weniger riskanter medizinischer, mechanischer Vorgang durchgesetzt habe. Hebammen sehen die komplikationsfreie Geburt als natürlichen, nicht medizinischen Vorgang, der zunächst nichts mit Krankheit zu tun habe. Der Wunsch von Schwangeren nach einem Kaiserschnitt sei manchmal die Folge von Angst vor der Geburt. Dieser Angst müsse durch entsprechende Information begegnet werden.

## Rundfunkberichte
- Eva Schindele: Geburtsmedizin braucht neue Antworten – Der verkehrte Weg ins Leben, Deutschlandfunk – „Wissenschaft im Brennpunkt“ vom 17. Dezember 2017